# Црква Краљице Мира у Кричкама
Црква Краљице Мира у Кричкама je римокатоличка црква у насељу Кричке код Дрниша у Далмацији. Изграђена је 1990. године, а након рушења у рату, обновљена је у потпуно новом облику. Недалеко од ње су двије старије сеоске цркве (православна и унијатска).

## Историја цркве
Римокатолици (Хрвати) у Кричкама нису имали своју цркву све до 1990. године. Ишли су у Дрниш на црквене обреде и сахрањивани су на Дрнишком гробљу у Бадњу. Градња цркве је трајала од 1988. до 1990. године, када је отворена 31. маја. Рађена је по нацртима задарског архитекте Иве Сорића. Састојала се од цркве, вјеронаучне дворане, сакристије и санитарних чворова. Поред ње је саграђен звоник висок 18 метара.
Име цркве је осмишљено на крају радова и јединствено је у широј околини. Она се налази у Средњим Кричкама, насељеним скоро искључиво Хрватима. Изграђена је уз цесту (главни пут) и окружена је новијим кућама. Простор за гробље око ње не постоји, па се вјерници и даље сахрањују на Дрнишком гробљу.
Црква је минирана у рату 28. августа 1992. године. Након рата је обновљена (1998–1999), али је добила нови облик.